# 栄光駅 (咸鏡南道)
栄光駅（ヨングァンえき、朝鮮語: 영광역）は、朝鮮民主主義人民共和国咸鏡南道栄光郡にある駅で、新興線と長津線に属する。 

## 隣の駅
新興線
長興駅 - 栄光駅 - 豊上駅
長津線
栄光駅 - 東陽駅